# 顶花耳草
顶花耳草（学名：Hedyotis terminaliflora）为茜草科耳草属下的一个种。

## 扩展阅读
- 維基物種上的相關：顶花耳草